# James Stirling (matematyk)

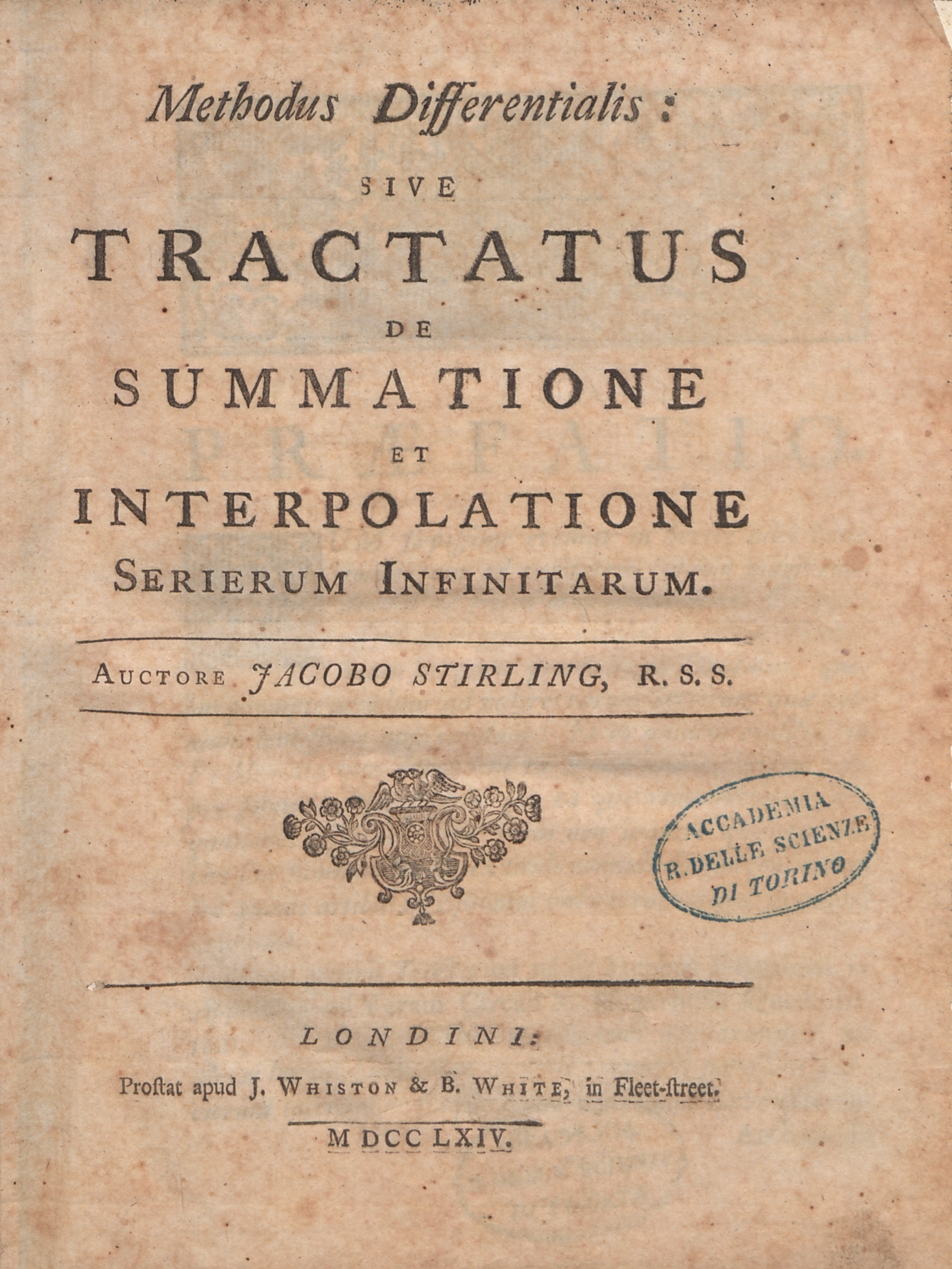
Methodus differentialis, 1764

James Stirling (ur. maj 1692, zm. 5 grudnia 1770) – szkocki matematyk, członek Towarzystwa Królewskiego w Londynie (ang. Royal Society of London). Badał między innymi:
- szeregi nieskończone;
- krzywe algebraiczne trzeciego stopnia[3];
- wzór Abrahama de Moivre na silnię (n!).

W 1717 roku jako pierwszy zastosował rozwinięcie funkcji w szereg potęgowy.